# プロピシリン
プロピシリン（英：Propicillin）はペニシリンのひとつ。特徴はベンジルペニシリンに類似しており、特にレンサ球菌感染症に用いられるが、ペニシリナーゼの耐性はない。耐酸性があり、カリウム塩として経口投与できる。